# وینسن
وینسن (به هلندی: Winssen) یک منطقهٔ مسکونی در هلند است که در بئونینگن واقع شده‌است. وینسن ۲٬۰۳۷ نفر جمعیت دارد.